# Терористичний акт у Кабулі 24 липня 2017
Терористичний акт у Кабулі — терористична атака, що сталася у понеділок 24 липня 2017 року в місті Кабул, в результаті якої було вбито 36 та поранено більше 40 людей.

## Перебіг подій
У понеділок 24 липня 2017 року на заході Кабула таліб-смертник влаштував вибух автомобіля в Кабулі, направивши його в мікроавтобус Міністерства шахт Афганістану, де знаходилися цивільні держслужбовці. Все це сталося на заході афганської столиці, біля ринку, де було багато людей.

## Наслідки
За словами представника МВС Афганістану Наджіба Даніша загинуло 36 та поранено десятки людей. Головним чином — це підприємці, працівники підприємств гірничодобувної і нафтової промисловості, а також випадкові перехожі.
Медики припускають, що число загиблих зростатиме.
Президент Афганістану Ашраф Гані засудив вибух, спрямований проти цивільного населення, як обурливий і боягузливий акт.
Місія ООН зі сприяння Афганістану задокументувала близько 1 700 випадків загибелі мирних мешканців в першому півріччі 2017 року. П'ята частина цих жертв загинула в Кабулі.

## Організатори теракту
Талібан взяв відповідальність за вибух, заявивши, що він був спрямований проти двох мікроавтобусів, які перевозили співробітників афганської розвідки, і 38 з них були вбиті.

## Передісторія
Талібан влітку 2017 року активізував бойові дії в більшості з 34 провінцій Афганістану. Починаючи з середини липня таліби захопили ще кілька районів, збільшивши територіальний вплив в країні, де уряд контролює менше 60 відсотків території.
Перед цим вибухом Талібан визнав, що один з трьох смертників, які атакували афганські війська в провінції Гільменд на попередньому тижні, був сином верховного лідера цього руху ісламізму Хайбатулли Ахунзади.
Джерела в Талібані і незалежні афганські дослідники повідомили, що мова йде про 22-річного Абдула Рахмана, який почав готуватися до місії смертника рік тому.
Представники уряду, проте, заявляють, що ці твердження є вигадкою і пропагандою. Уряд Афганістану давно стверджує, що лідери Талібану і їх сім'ї живуть в сусідньому Пакистані і Катарі.